# Ley orgánica (España)
La ley orgánica es un tipo de norma prevista en la Constitución Española de 1978 (artículo 81) que requiere el voto favorable de la mayoría absoluta de los miembros del Congreso de los Diputados en una votación final sobre el conjunto del proyecto aprobado. La Constitución Española recoge algunos temas que deben regularse por este procedimiento, como son las Leyes de desarrollo de los derechos fundamentales y de las libertades públicas recogidas en la Sección primera del Capítulo segundo del Título I de la Constitución, las que aprueban los Estatutos de Autonomía y el régimen electoral general y las demás previstas en la Constitución.
La doctrina del «bloque de constitucionalidad» considera las leyes orgánicas como desarrollos de la Constitución y, por tanto, pueden ser consideradas parte de esta y sus mandatos son de igual rango que los recogidos en la Carta Magna.[cita requerida].  

## Ámbito
El artículo 81.1 de la Constitución  establece: «Son leyes orgánicas las relativas al desarrollo de los derechos fundamentales y de las libertades públicas, las que aprueben los Estatutos de Autonomía y el régimen electoral general y las demás previstas en la Constitución». 
Jurídicamente, las leyes orgánicas están al mismo nivel de las leyes ordinarias. La diferencia entre ambas estriba en el proceso de creación (más restrictivo en las orgánicas) y en las materias que se regulan. Es decir, las relaciones de esta con la Ley ordinaria no se fundamentan en el principio de jerarquía, sino en el de competencia. 
La jurisprudencia del Tribunal Constitucional hace una interpretación restrictiva de las materias susceptibles de regulación mediante este tipo de norma. De esta manera, un número cerrado de materias solo pueden ser reguladas mediante Ley Orgánica. Asimismo, la Ley Orgánica solo podrá utilizarse para regular dichas materias, y no otras. Por su parte, la Ley Ordinaria tiene un ámbito competencial de naturaleza residual, pudiendo regular todas aquellas materias que no estén reservadas a la Ley Orgánica.
La relación competencial entre Ley Orgánica y Ley Ordinaria impide la existencia teórica de antinomias, dado que los preceptos que no hayan respetado la distribución competencial establecida serían nulos de pleno derecho antes de poder entrar en conflicto con la norma que sí respeta la mencionada distribución competencial, siendo igualmente nulos aun cuando no existiera norma con la que entrar en conflicto.
Requiere especial mención los Estatutos de Autonomía (norma institucional básica de cada comunidad autónoma, ex artículo 147.1 de la Constitución)  que son una norma compleja, que no cabe confundir con la Ley Orgánica que los aprueba. De hecho, la aprobación de los mismos sigue un proceso diferente al que expone el apartado 2 del artículo 81, pues convergen dos voluntades: la estatal y la autonómica.

## Aprobación
La Constitución, en el artículo 81.2, dice: «La aprobación, modificación o derogación de las leyes orgánicas exigirá mayoría absoluta del Congreso, en una votación final sobre el conjunto del proyecto».
Es decir, una ley orgánica es presentada como proyecto (por el Gobierno) o como proposición de ley (por las Cortes) y debe cumplir los mismos trámites parlamentarios que una ley ordinaria. Como indica la Constitución, la principal diferencia en el proceso es que el Congreso de los Diputados debe realizar una votación final, al acabar con todos los trámites, donde la ley debe obtener una mayoría absoluta para su aprobación; en el caso de leyes ordinarias, esta votación final no se realiza.
En el artículo 87 de la Constitución se establece quiénes disponen de iniciativa legislativa, para presentar ante las Cortes un proyecto o una proposición de ley (sea orgánica u ordinaria). En el punto 87.3 encontramos: «Una ley orgánica regulará las formas de ejercicio y requisitos de la iniciativa popular para la presentación de proposiciones de ley. En todo caso se exigirán no menos de 500 000 firmas acreditadas. No procederá dicha iniciativa en materias propias de ley orgánica, tributarias o de carácter internacional, ni en lo relativo a la prerrogativa de gracia». Por tanto, el Gobierno, el Congreso, el Senado y las Asambleas Legislativas de las comunidades autónomas pueden iniciar los trámites legislativos que conduzcan a aprobar una ley orgánica (artículos 87.1 y 87.2); sin embargo, la iniciativa popular cuenta con varias restricciones para iniciar los trámites, entre los cuales se cuenta la imposibilidad de iniciar trámites para crear leyes orgánicas o para legislar materias que solo se puedan regular mediante ley orgánica.

## Ejemplos
En cumplimiento de esto, encontramos como leyes orgánicas las siguientes:
- Las que desarrollen derechos fundamentales y libertades públicas (artículos 15 a 29 de la Constitución). Por ejemplo, todas las leyes que regulen la educación (artículo 27 de la Constitución) son orgánicas (como la actual Ley Orgánica 3/2020, de 29 de diciembre que modifica la Ley Orgánica 2/2006, de 3 de mayo, de Educación (LOE) y la Ley Orgánica 8/2013, de 9 de diciembre, para la Mejora de la Calidad Educativa (LOMCE).
- Los Estatutos de Autonomía. Por ejemplo, el Estatuto de Autonomía para Andalucía es la Ley Orgánica 2/2007, de 19 de marzo.
- El régimen electoral general. Actualmente, está regulado en la Ley Orgánica 5/1985, de 19 de junio.
- Las demás previstas en la Constitución. Hay una serie de materias en la Constitución cuyo desarrollo está previsto por ley. En algunos de esos casos se indica expresamente que el desarrollo se realice por Ley Orgánica, son los siguientes (con ejemplo):

- Bases de la organización militar (art. 8.2)

Ley Orgánica 6/1980, de 1 de julio, por la que se regulan los criterios básicos de la Defensa Nacional y la Organización Militar
- Institución del Defensor del Pueblo (art. 54)

Ley Orgánica 3/1981, de 6 de abril, del Defensor del Pueblo
- Suspensión de los derechos reconocidos en los artículos 17.2, 18.2 y 18.3 en relación con las investigaciones correspondientes a la actuación de bandas armadas o elementos terroristas (art. 55.2)

Ley Orgánica 9/1984, de 26 de diciembre, contra la actuación de bandas armadas y elementos terroristas y de desarrollo del artículo 55.2 de la Constitución
- Abdicaciones y renuncias y cualquier duda de hecho o de derecho que ocurra en el orden de sucesión a la Corona (art. 57.5). Como la Ley Orgánica 3/2014, de 18 de junio, por la que se hace efectiva la abdicación de Su Majestad el Rey Don Juan Carlos I de Borbón.
- Regulación de la elección directa de los Senadores (art. 69.)

Ley Orgánica 5/1985, de 19 de junio, del Régimen Electoral General - LOREG
- Formas de ejercicio y requisitos de la iniciativa popular para la presentación de proposiciones de ley (art. 87.3)

Ley Orgánica 3/1984, de 28 de marzo, reguladora de la iniciativa legislativa popular
- Las condiciones y el procedimiento de las distintas modalidades de referéndum previstas en la Constitución (art. 92.3)

Ley Orgánica 2/1980, de 18 de enero, sobre regulación de las distintas modalidades de referéndum
- Autorización de tratados por los que se atribuya a una organización o institución internacional el ejercicio de competencias derivadas de la Constitución (art. 93)

Ley Orgánica 10/1985, de 2 de agosto, de autorización para la adhesión de España a las Comunidades Europeas
- Funciones, principios básicos de actuación y estatutos de las Fuerzas y Cuerpos de Seguridad (art. 104.2)

Ley Orgánica 2/1986, de 13 de marzo, de Fuerzas y Cuerpos de Seguridad
- Composición y competencia del Consejo de Estado (art. 107)

Ley Orgánica 3/1980, de 22 de abril, del Consejo de Estado
- Regulación de los estados de alarma, excepción y sitio, y las competencias y limitaciones correspondientes (art. 116.1)

Ley Orgánica 4/1981, de 1 de junio, de los estados de alarma, excepción y sitio
- Constitución, funcionamiento y gobierno de los Juzgados y Tribunales, así como el estatuto jurídico de los Jueces y Magistrados de carrera y del personal al servicio de la Administración de Justicia (art. 122.1)

Ley Orgánica 6/1985, de 1 de julio, del Poder Judicial
- Estatuto del Consejo General del Poder Judicial y el régimen de incompatibilidades de sus miembros y sus funciones, en particular en materia de nombramientos, ascensos, inspección y régimen disciplinario (Art. 122)

Ley Orgánica 1/1980, de 10 de enero, del Consejo General del Poder Judicial
- Regulación del nombramiento de los doce miembros del Consejo General del Poder Judicial que no son nombrados a propuesta del Congreso y del Senado (art. 122.3)

Ley Orgánica 1/1980, de 10 de enero, del Consejo General del Poder Judicial
- Composición, organización y funciones del Tribunal de Cuentas (art. 136.4)

Ley Orgánica 2/1982, de 12 de mayo, del Tribunal de Cuentas
- Alteración de los límites provinciales (art. 141.1)
- Autorización de la constitución de comunidades autónomas uniprovinciales que no reúnan las condiciones del art. 143.1 (art. 144 a)

Ley Orgánica 6/1982, de 7 de julio, por la que se autoriza la constitución de la Comunidad Autónoma de Madrid
- Autorización o acuerdo de Estatutos de autonomía para territorios que no estén integrados en la organización provincial (art. 144 b)

Ley Orgánica 1/1995, de 13 de marzo, de Estatuto de Autonomía de Ceuta
Ley Orgánica 2/1995, de 13 de marzo, de Estatuto de Autonomía de Melilla
- Sustitución de la iniciativa de las Corporaciones locales a que se refiere el art. 143.2 (art. 144 c)

Ley Orgánica 13/1980, de 16 de diciembre, de sustitución en la provincia de Almería, de la iniciativa autonómica
- Reforma de los Estatutos de autonomía (art. 147.3)

Ley Orgánica 6/2006, de 19 de julio, de reforma del Estatuto de Autonomía de Cataluña
- Regulación de la coordinación y las demás facultades de las comunidades autónomas en relación con las policías locales (art. 148.1.22)

Ley Orgánica 2/1986, de 13 de marzo, de Fuerzas y Cuerpos de Seguridad
- Creación de policías por las comunidades autónomas en la forma que se establezca en los respectivos Estatutos (art. 149.1.29)

Ley Orgánica 2/1986, de 13 de marzo, de Fuerzas y Cuerpos de Seguridad
- Transferencia o delegación de competencias estatales en las comunidades autónomas (art. 150.2)

Ley Orgánica 9/1992, de 23 de diciembre, de transferencia de competencias a Comunidades Autónomas que accedieron a la autonomía por la vía del artículo 143 de la Constitución
- Regulación del referéndum previsto en art. 151.1 (art. 151.1)

Ley Orgánica 2/1980, de 18 de enero, sobre regulación de las distintas modalidades de referéndum
- Regulación de la posibilidad que en caso de no aprobación del proyecto de Estatuto por una o varias provincias en referéndum las restantes puedan constituir comunidad autónoma (art. 151.3)

Ley Orgánica 2/1980, de 18 de enero, sobre regulación de las distintas modalidades de referéndum
- Ejercicio de las competencias financieras enumeradas en el art. 157.1, las normas para resolver los conflictos que pudieran surgir y las posibles formas de colaboración financiera entre las comunidades autónomas y el Estado (art. 157.3)

Ley Orgánica 8/1980, de 22 de septiembre, de financiación de las Comunidades Autónomas
- Competencia del Tribunal Constitucional (Art. 161.1.d)

Ley Orgánica 2/1979, de 3 de octubre, del Tribunal Constitucional - LOTC
- Determinación de las personas y órganos legitimados ante el Tribunal Constitucional (art. 162.2)

Ley Orgánica 2/1979, de 3 de octubre, del Tribunal Constitucional - LOTC
- Funcionamiento del Tribunal Constitucional, el estatuto de sus miembros, el procedimiento ante el mismo y las condiciones para el ejercicio de las acciones (art. 165)

Ley Orgánica 2/1979, de 3 de octubre, del Tribunal Constitucional - LOTC